# Себастьян Валукевич
Себастьян Віктор Валукевич (пол. Sebastian Wiktor Walukiewicz, нар. 5 квітня 2000, Гожув-Великопольський) — польський футболіст, захисник італійського клубу «Торіно» та національної збірної Польщі.

## Клубна кар'єра
Народився 5 квітня 2000 року в місті Ґожув-Велькопольський. Навчався у футбольній академії клубу «Легія». У 2017 році перейшов в клуб «Погонь» (Щецин). В основному складі дебютував 7 квітня 2018 року, вийшовши на заміну в матчі Екстракласи проти «Легії». 8 травня вийшов у стартовому складі в матчі проти «Шльонська».
У січні 2019 року італійський клуб «Кальярі» досяг з польським клубом угоди про трансфер захисника, вартість якого оцінювалася в 4 млн євро. Себастьян підписав з італійським клубом контракт до 2023 року. Згідно з умовами угоди, залишок сезону він провів у своєму рідному клубі на правах оренди, а лише влітку відправився в Італію.
Приєднавшись до «Кальярі», став гравцем ротації і протягом наступних трьох сезонів узяв участь у 40 іграх Серії A. Влітку 2022 року був відданий в оренду до «Емполі». 

## Виступи за збірні
2014 року дебютував у складі юнацької збірної Польщі, взяв участь у 32 іграх на юнацькому рівні, відзначившись 6 забитими голами.
2019 року у складі молодіжної збірної Польщі поїхав на домашній молодіжний чемпіонат світу. На турнірі зіграв у 3 матчах, а команда вилетіла на стадії 1/8 фіналу.
Восени 2020 року був викликаний до лав національної збірної країни і взяв участь у трьох офіційних іграх.

## Статистика виступів

### Статистика клубних виступів
Станом на 6 березня 2022
| Сезон               | Команда             | Чемпіонат           | Чемпіонат | Чемпіонат | Національний кубок | Національний кубок | Національний кубок | Континентальні кубки | Континентальні кубки | Континентальні кубки | Інші змагання | Інші змагання | Інші змагання | Усього | Усього | Усього |
| Сезон               | Команда             | Ліга                | Ігор      | Голів     | Ліга               | Ігор               | Голів              | Ліга                 | Ігор                 | Голів                | Ліга          | Ігор          | Голів         | Ігор   | Голів  |        |
| ------------------- | ------------------- | ------------------- | --------- | --------- | ------------------ | ------------------ | ------------------ | -------------------- | -------------------- | -------------------- | ------------- | ------------- | ------------- | ------ | ------ | ------ |
| 2016–17             | «Легія ІІ»          | 3Л (IV)             | 1         | 0         | -                  | -                  | -                  |                      | -                    | -                    |               | -             | -             | 1      | 0      |        |
| 2017–18             | «Погонь ІІ»         | 3Л (IV)             | 12        | 0         | -                  | -                  | -                  |                      | -                    | -                    |               | -             | -             | 12     | 0      |        |
| 2017–18             | «Погонь» (Щецин)    | EK                  | 3         | 0         | КП                 | 0                  | 0                  |                      | -                    | -                    |               | -             | -             | 3      | 0      |        |
| 2018–19             | «Погонь» (Щецин)    | ЕК                  | 29        | 1         | ПЛУ                | -                  | -                  | -                    | -                    | -                    | -             | -             | -             | 29     | 1      |        |
| Усього за «Погонь»  | Усього за «Погонь»  | Усього за «Погонь»  | 32        | 1         |                    | -                  | -                  |                      | -                    | -                    |               | -             | -             | 32     | 1      |        |
| 2019–20             | «Кальярі»           | A                   | 14        | 0         | КІ                 | 2                  | 0                  | -                    | -                    | -                    | -             | -             | -             | 16     | 0      |        |
| 2020–21             | «Кальярі»           | A                   | 19        | 0         | КІ                 | 2                  | 0                  | -                    | -                    | -                    | -             | -             | -             | 21     | 0      |        |
| 2021–22             | «Кальярі»           | A                   | 7         | 0         | КІ                 | 1                  | 0                  | -                    | -                    | -                    | -             | -             | -             | 8      | 0      |        |
| Усього за «Кальярі» | Усього за «Кальярі» | Усього за «Кальярі» | 40        | 0         |                    | 5                  | 0                  |                      | -                    | -                    |               | -             | -             | 45     | 0      |        |
| Усього за кар'єру   | Усього за кар'єру   | Усього за кар'єру   | 83        | 1         |                    | 5                  | 0                  |                      | -                    | -                    |               | -             | -             | 88     | 1      |        |

### Статистика виступів за збірну
Станом на 18 листопада 2024 року
| Дата       | Місто   | Господарі  | Результат | Гості      | Турнір                               | Голи | Примітки  |
| ---------- | ------- | ---------- | --------- | ---------- | ------------------------------------ | ---- | --------- |
| 7-10-2020  | Гданськ | Польща     | 5 – 1     | Фінляндія  | товариський матч                     | -    | 46'       |
| 11-10-2020 | Гданськ | Польща     | 0 – 0     | Італія     | Ліга націй УЄФА 2020-2021 - 1-й етап | -    |           |
| 11-11-2020 | Хожув   | Польща     | 2 – 0     | Україна    | товариський матч                     | -    |           |
| 7-6-2024   | Варшава | Польща     | 3 – 1     | Україна    | товариський матч                     | 1    | 61'       |
| 5-9-2024   | Глазго  | Шотландія  | 2 – 3     | Польща     | Ліга націй УЄФА 2024-2025 - 1-й етап | -    | 46'       |
| 8-9-2024   | Осієк   | Хорватія   | 1 – 0     | Польща     | Ліга націй УЄФА 2024-2025 - 1-й етап | -    |           |
| 12-10-2024 | Варшава | Польща     | 1 – 3     | Португалія | Ліга націй УЄФА 2024-2025 - 1-й етап | -    | 45+1' 46' |
| 15-11-2024 | Порту   | Португалія | 5 – 1     | Польща     | Ліга націй УЄФА 2024-2025 - 1-й етап | -    | 46'       |
| 18-11-2024 | Варшава | Польща     | 1 – 2     | Шотландія  | Ліга націй УЄФА 2024-2025 - 1-й етап | -    |           |
| Усього     |         | Матчів     | 9         |            | Голів                                | 1    |           |

| Дата       | Місто                  | Господарі  | Результат | Гості             | Турнір                             | Голи | Примітки |
| ---------- | ---------------------- | ---------- | --------- | ----------------- | ---------------------------------- | ---- | -------- |
| 6-9-2019   | Єлгава                 | Латвія     | 0 – 1     | Польща            | Кваліфікація молодіжного Євро-2021 | -    |          |
| 10-9-2019  | Білосток               | Польща     | 4 – 0     | Естонія           | Кваліфікація молодіжного Євро-2021 | -    |          |
| 11-10-2019 | Єкатеринбург           | Росія      | 2 – 2     | Польща            | Кваліфікація молодіжного Євро-2021 | -    |          |
| 15-10-2019 | Лодзь                  | Польща     | 1 – 0     | Сербія            | Кваліфікація молодіжного Євро-2021 | -    |          |
| 15-11-2019 | Софія (місто)          | Болгарія   | 3 – 0     | Польща            | Кваліфікація молодіжного Євро-2021 | -    |          |
| 18-11-2019 | Подгориця              | Чорногорія | 1 – 0     | Польща            | Товариський матч                   | -    |          |
| 26-3-2021  | Сан-Педро-дель-Пінатар | Польща     | 7 – 0     | Саудівська Аравія | Товариський матч                   | 1    | кап. 46' |
| 29-3-2021  | Сан-Педро-дель-Пінатар | Польща     | 0 – 2     | Австрія           | Товариський матч                   | -    | кап.     |
| 3-9-2021   | Єлгава                 | Латвія     | 0 – 2     | Польща            | Кваліфікація молодіжного Євро-2023 | -    | кап.     |
| Усього     |                        | Матчів     | 9         |                   | Голів                              | 1    |          |